# Kodeks 0230
Kodeks 0230 (Gregory-Aland no. 0230) – grecko-łaciński kodeks uncjalny Nowego Testamentu na pergaminie, paleograficznie datowany na IV wiek. Rękopis przechowywany jest we Florencji.

## Opis
Do XX wieku zachowały się tylko fragment jednej karty, z tekstem Listu do Efezjan. Na stronie recto zachował się grecki tekst 6,11-12, a na stronie verso łaciński tekst 6,5-6. Tekst łaciński sporządził prawdopodobnie inny skryba. Zachowany fragment ma rozmiary 13,5 cm na 2,5 cm. Przypuszcza się, że oryginalne karty kodeksu miały rozmiar 34 na 27 cm. Tekst pisany jest dwiema kolumnami na stronę, zachowany fragment zawiera tylko 4 linijki tekstu. Fragment jest najstarszym zachowanym bilingwicznym grecko-łacińskim rękopisem Nowego Testamentu. Rękopis zawierał prawdopodobnie wszystkie Listy Pawła.

## Tekst
Kurt Aland nie zaklasyfikował fragmentu do żadnej kategorii, ponieważ fragment jest zbyt krótki i nie zawiera żadnych istotnych wariantów.

## Historia
Giovanni Mercati w oparciu o paleograficzną analizę datował fragment na koniec IV wieku lub początek V wieku. INTF datuje rękopis na IV wiek . Przypuszcza się, że rękopis powstał w Egipcie, ponieważ kształt litery mu zdradza, że skryba był przyzwyczajony do kopiowania koptyjskich tekstów.
Rękopis został znaleziony w Antinoopolis (El-Sheikh Ibada) w Egipcie. W 1953 roku kardynał Giovanni Mercati po raz pierwszy  opublikował fragment. W 1965 Mario Naldini wydał jego facsimile, a w 1971 roku Elias Avery Lowe wydał transkrypcję tekstu.
Na listę rękopisów Nowego Testamentu wciągnął go Kurt Aland w 1953 roku, oznaczając go przy pomocy siglum 0230. Na liście starołacińskich rękopisów fragment otrzymał numer 85 (system Beuron).
Rękopis obecnie przechowywany jest w bibliotece Laurenziana (PSI 1306) we Florencji .